# Koruškai Boldogasszony-templom
A Koruškai Boldogasszony-templom Horvátországban a Kapronca-Kőrös megyei Kőrös város egyik római katolikus plébániatemploma. Az egyik legkorábbi hármasszentélyű barokk templom Horvátországban.

## Fekvése
A templom Kőrös központjától nyugatra, a Zágráb felé vezető 41-es számú főút és a IV. Krešimir Péter király út kereszteződésében áll.

## Története
A Koruška-patak Kőröstől 15 km-re északra, a Kemléki-hegységben ered. Kőrösig vezető útja során több kis patakot vesz fel, majd valamivel délebbre ömlik a Glogovnica-folyóba. Nyáron szinte teljesen száraz, de nagyobb esők után képes kiönteni a bal parti településrészre. A Kőrösről Zágrábra menő 41-es út jobb oldalán fekszik a Koruška nevű település, mely a patakról kapta a nevét. Koruška ma Kőrös városrésze.
A Fájdalmas Szűzanya szobrát, amely halott fiát tartja a karjában, Ivan Jakov Altenbach varasdi szobrász készítette 1674-ben a kőrösi vár akkori kapitányának helyettese, Nikola Makar mélyen vallásos feleségének, Marija Juhrinnak (Jurčin) a megrendelésére, majd a szobrot a Koruška-patak túloldalán, a Križavacka és a Kraljevska utcák kereszteződőben állíttatta fel. A szoborhoz csodák egész sora fűződött. Ismert, hogy az állíttató halála után rövidesen összeomlott és nem törődtek vele, amíg maga a Gondviselés nem vette védelmébe. A kőrösi Martin Hundrić ugyanis álmot látott, hogy iszapos vízbe zuhant és nem nem tudott kijönni a saját erejéből. Erre megjelent neki Szűzanya szobra, aki szabadulást ígért, ha visszahozza a feledésből, és visszaadja korábbi pompáját. Amint igennel válaszolt, a szobor kinyúlt és kihúzta a vízből. Másnap néhány társával útra indult, hogy a török ellen harcoló katonáknak bort adjon el, de útközben banditák támadták meg, mire kísérete szétfutott. Miután azonban a Szűzanyának fogadalmat tett egy sebesült bajtársával sikerült elhárítania a támadást. Az úton hazafelé egyetlen gondolata volt a fogadalmát teljesíteni. A szobor azonban nem sokáig maradt a helyén. Az erős széllökések alatt ismét összedőlt, de ekkor Marko Lončarić vette gondjaiba, aki egy súlyos betegségből meggyógyulva tett fogadalmat a helyreállítására.
A csodás események hírére a szobor kultusza egyre terjedt. Ennek hatására Juraj Janković kőrösi plébános 1702-ben a szobor fölé egy kisebb kápolnát építtetett, melyet 1715-ben újabb falakkal bővítettek. A régebbi kápolna lett a templom szentélye, a bővítmény pedig a templom hajója. A hajóba két gyönyörű oltárt is építettek, melyeket a Szentháromságnak és a Szent Három királyoknak szenteltek. Ezek később a bal és a jobb oldali apszisba kerültek. 1725-ben Lovro Starčić, Kőrös akkori plébánosa híveitől adományokat gyűjtött, hogy az apszisokat kiegészítve szobor felett új, magas kupolát építsenek. A hajó bal oldalához sekrestyét építettek. Amint a templom elkészült, 1726-ban a kupolát és az apszisok fölötti mennyezetet falfestményekkel díszítették. Mindezt részletesen leírja Nikola Benger pálos történész „Kraljica mučenika, nebrojenim milostima blistajuća Bogomajka Žalosna Marija” („A vértanúk királynője, a Fájdalmas Mária Isten Anyja, számtalan kegyelemmel ragyog”) című művében, ahol adatok találhatók a szobor származásáról, a kegyhely fejlődéséről és a
a „Koruška-pataknál Kőrösön felállított Fájdalmas Boldogasszony csodálatos szobrának” csodáiról. Ez a füzet 1730-ban jelent meg a lengyelországi Czestochowában, az újrakiadást pedig 1996-ban jelentette meg a Matica Hrvatska Križevci szervezete. Meg kell még említeni azt, ami még nem szerepelhetett Benger művében, mert csak később jött létre, hogy 1872-1873-ban a templomhoz harangtornyot építettek. Ebben kapott helyet a kórus. A művészettörténészek azonban rámutatnak, hogy a harangtorony hozzáépítése a szobor feletti kupolát elnyomva megzavarta az épület eredeti szimbolikáját, mellyel azt a kereszteződést uralta, ahol szobor állt. 2004-ben Josip Božanić érsek kőrösön új plébániát alapított a Boldogságos Szűz Mária és Kőrösi Szent Márk tiszteletére, melynek ez lett a plébániatemploma. 2006-ban a templomot teljesen felújították. A múlt század végén és a jelen század elején a hajó és a sekrestye mennyezetét egy helyi festő festette ki.

## A templom leírása
A templom alapvetően latin kereszt alaprajzú, melynek szárait az oldalsó apszisok képezik. A főhajó és a kereszthajó találkozásánál áll a kupola. A központi teret a kápolnák ablakain, a felső szintet pedig a kupola alatti félköríves ablakokon keresztül világítja meg a fény, amelyek a boltozatokba vannak bevágva. A főoltár mögött csak kívülről látható ablakok találhatók, belülről azonban ezek nem láthatók. Egy ilyen építészeti megoldás összhangban áll a barokk színpadiassággal, mert a reggeli szentmise során a napsugarak áthaladnak a rejtett ablakokon, és megvilágítják az Istenanya szobrát, így az isteni fény benyomását keltik.
Az 1942-es felújítás során a Kulturális Műemlékvédelmi Intézetnek (akkor Természetvédelmi Intézet) tervei alapján a templom belsejét rekonstruálták és eredeti állapotában állították helyre. A tiroli oltárt eltávolították és helyére a Szent Család oltárát helyezték a szentélybe, amelyet 1738-ban a hajóba helyeztek át. A főoltár Szent család képét, valamint magát az oltárt is Ivan Krstitelj Ranger pálos képzőművésznek, a horvát barokk jelentős festőjének tulajdonítják. Ennek a festménynek az ikonográfiája viszonylag ritka. Egy a Bibliában leírt történetet ábrázol. A történet arról szól, hogy a tizenkét éves Jézus szüleivel és sok más zarándokkal együtt Jeruzsálembe megy a húsvét ünnepére. Amikor a visszaúton a szülők észrevették, hogy Jézus nincs a többi zarándok között, megkeresték és megtalálták, amint éppen tanított a templomban, majd visszatértek Názáretbe. Ranger festménye a Szent család útját mutatja be a Jeruzsálemből Názáretbe utazó családok között. A kép középpontja az a gyermek Jézus, aki bocsánatkérő tekintettel a szemében az anyjára néz. József arcán megkönnyebbülés látszik azzal a tekintettel, ahogy egy apa a fiára néz. Bár komoly, de már nem szigorú és nem aggódik. Mária és József megfogják Jézus kezét. Ily módon mutatkozik meg a szereplők közötti szellemi és fizikai kapcsolat: először az apa-gyermek-anya háromszögén keresztül, másodszor a fizikai érintkezésen keresztül. A gyermeke iránti aggodalom kifejezéssel ez a Szent Család egyik legemberibb ismert ábrázolása.

## Fordítás
Ez a szócikk részben vagy egészben  a   Crkva Majke Božje Koruške u Križevcima című horvát Wikipédia-szócikk ezen változatának fordításán alapul.  Az eredeti cikk szerkesztőit annak laptörténete sorolja fel. Ez a jelzés csupán a megfogalmazás eredetét és a szerzői jogokat jelzi, nem szolgál a cikkben szereplő információk forrásmegjelöléseként.